# Бизнес Кар
«Бизнес Кар» — крупнейшая в России сеть официальных дилерских центров по продаже и сервисному обслуживанию автомобилей Toyota и Lexus. Включает в себя 19 дилерских центров, расположенных в Москве, Воронеже, Астрахани, Курске, Орле, Кемерове и Кубани, а также 4 дилерских центра в Казахстане. Является одной из дочерних структур автомобильного направления Toyota Tsusho Corporation за рубежом.

## История
В 1991 году автобаза Министерства внешнеэкономических связей СССР и японская компания Toyota Tsusho Corporation подписали договор об образовании совместного предприятия «Бизнес Кар».
Первый салон компании по продажам автомобилей Toyota был открыт через год в Москве. В 1996 году компания открыла дилерский центр Toyota Битца и учебный центр. В 1999 году был открыт второй официальный дилерский центр Toyota в Москве — Тойота Центр Серебряный Бор.
В 2000 году «Бизнес Кар» объявил об открытии третьего автосалона — Тойота Центр Лосиный Остров, а в 2002 году — первого в России дилерского центра автомобилей марки Lexus— «Лексус Бизнес Кар» (Лексус — Лосиный Остров).
В 2006 году в Москве были открыты еще два дилерских центра — Тойота Центр Рублевский и Лексус Рублевский. В 2006—2007 годах компания начала выход в регионы и открыла автосалоны Toyota в Воронеже, Курске и Кемерове. Позже были открыли центры в Астрахани, Орле и на Кубани.
В 2007 году компания открыла Тойота Центр Каширский и Лексус — Каширский.
В 2012 году состоялось открытие учебного центра Nippon Paint, предназначенного для обучения и повышения квалификации специалистов по кузовным работам, а в 2012 году — Academy Business Car.
В 2017 году «Бизнес Кар» объединил дилерские центры Тойота Центр Левобережный и Лексус-Левобережный (ранее в этом же году был признан одним из десяти лучших дилерских центров Лексус в Европе) в Торгово-Технический Комплекс Левобережный. Также в 2017 году ГК «Бизнес Кар» получила в управление активы трех дилерских центров в Казахстане: Лексус Алматы, Тойота Центр Атырау и Тойота Центр Жетысу.

## Деятельность
«Бизнес Кар» — дочерняя компания Toyota Tsusho Corp. Основным видом деятельности является продажа и сервисное обслуживание автомобилей марок Toyota и Lexus. В состав компании входит 22 дилерских центра в России и Казахстане. Кроме этого, компания занимается покупкой, комиссионными продажами и обменом автомобилей с пробегом по системе Trade-in, а также предоставляет услуги по аренде автомобилей Toyota для физических и юридических лиц в Москве.
Также в автомобильный холдинг входят подразделение Tuning Line, специализирующееся на тюнинге автомобилей, «Бизнес Кар Рефиниш», отвечающее за поставку автомобильных красок и лакокрасочного оборудования для кузовного ремонта в России и странах СНГ и учебный центр Academy Business Car. Созданное в 2001 году подразделение «Бизнес Кар Лизинг» предоставляет лизинговые услуги. Toyota Tsusho Tekhnika занимается продажей и сервисным обслуживанием специализированной складской техники и транспортного оборудования марки Toyota. А специальное подразделение Japan Desk работает с японскими клиентами в России.

### Показатели деятельности
В начале 2000-х годов компания стала одним из лидеров в своей отрасли. По данным журнала «Компания», в 2002 году в «Бизнес Кар» было продано 4580 автомобилей, а оборот компании составил 190 млн долл. В 2005 году компания реализовала 16 213 автомобилей, заняв третью строчку рейтинга крупнейших автомобильных холдингов России по версии Коммерсанта. К 2011 году произошло увеличение объема продаж до 20 865 автомобилей, а выручка компании составила 35,44 млрд рублей. По итогам 2012 года совокупный оборот холдинга составил 39,86 млрд рублей, а рост продаж достиг отметки в 22 404 автомобиля. По итогам 2015 года выручка «Бизнес Кар» составила 39,4 млрд рублей.
В 2016 году ГК «Бизнес Кар» вошла в Топ-10 дилеров, занимающих более 50 % столичного авторынка.
В 2017 году компания заняла 277 строчку в рейтинге «Эксперт 400», с объемом реализации 39 347 млн руб и чистой прибылью в 542 млн руб.

## Собственники и руководство
92 % доли компании принадлежит японской Toyota Tsusho Corporation, еще 5 % — Алексею Терещенко, который также является генеральным директором компании и 3 % — Илье Пименову, исполнительному директору «Бизнес Кар».